# Szemjon Mihajlovics Bugyonnij
Szemjon Mihajlovics Bugyonnij (1883. április 25. – 1973. október 26.) a Szovjetunió legidősebb marsallja volt. Sztálin egyik legelső támogatója.

## Katonai pálya
Az első világháború során belépett a cári hadseregbe, itt altisztté léptették elő. Majd a oroszországi polgárháborúban ő volt a lovasság megszervezője. 1919 és 1924 között az 1. lovashadsereg parancsnoka.
1936-tól a Szovjetunió marsallja. Az 1937–38-as tisztogatást Sztálin híveként túlélte. 1939 és 1952 között az SZKP KB tagja.
1940–41-ben honvédelmi népbiztos első helyettese, majd a második világháborúban a Barbarossa hadműveletet követően a délnyugati front parancsnoka. Hibás döntései miatt több százezer katonáját bekerítették a németek, ő repülőgéppel távozott a frontról. Ennek következménye az lett, hogy a rangjától megfosztották. A kaukázusi csata során ide irányították, itt meg tudta állítani a német csapatokat. Győzelme után leszerelték.

## A szépirodalomban
- A Lovashadsereg című regényben Bugyonnijt és hadseregét nem túl jó színben tüntette fel Iszaak Babel.[6]

## Magyarul
- Sz. M. Budjennij: Tenyészmunka lótenyésztésben; Mezőgazdasági Dokumentációs Központ, Bp., 1951 (Mezőgazdasági Dokumentációs Központ. Fordítások)
- A megtett út; ford. Apostol András; Zrínyi, Bp., 1959
- Lovasroham; ford. Farkas Attila; Zrínyi, Bp., 1967
- Új utakon; ford. Gellért György; Zrínyi, Bp., 1975